# MiFID irányelv
A MiFID a „Markets in Financial Instruments Directive” rövidítése. A MiFID szabályozási keretrendszer célja az egységes európai befektetővédelmi szabályok erősítése, amelynek érdekében közös szabályokat vezet be a befektetési vállalkozások engedélyezési és működési feltételeire, valamint további banki kötelezettségeket ír elő az ügyfelek előzetes, illetve utólagos tájékoztatására vonatkozóan.
A befektetési ügyletek kockázatos voltából adódik, hogy azok végrehajtása előtt a befektetési szolgáltatók számos dologról kötelesek meggyőződni, illetőleg az ügyfelet tájékoztatni.

## Bevezetés lépései
Az Európai Unió (EU) több országában a pénzügyi eszközök piacairól szóló szabályok (Markets in Financial Instruments Directive, MiFID) 2007. november 1-jén léptek hatályba, melynek hazai bevezetését a magyar Országgyűlés 2007. november 19-én fogadta el. A befektetési vállalkozásokról és árutőzsdei szolgáltatókról, valamint az általuk végezhető tevékenységek szabályairól szóló 2007. évi CXXXVIII. törvény, (a továbbiakban: „Bszt.”) 2007. december 1-én lépett hatályba.
A pénzügyi piacokon tapasztalható változások indokolttá tették a MiFID rezsim felülvizsgálatát, ezért a Bizottság javaslatot tett a MiFID irányelv módosítására és a tagországokban közvetlenül alkalmazandó rendelet (MiFIR) bevezetésére
A MIFIR rendelet célja elsősorban a kereskedésre vonatkozó hatályos átláthatósági szabályok megerősítése és kiterjesztése.
A MiFID II által hozott változások 2018. január 3-tól alkalmazandóak az egész Európai Unióban. Hazai implementálása: Bszt., Tpt. módosításai, továbbá az ösztönzőkről szóló (15/2017) és a termékjóváhagyási folyamatról szóló (16/2017) NGM rendeletek, a szakmai képességekre és kompetenciákra vonatkozó követelményekről szóló MNB rendelet (37/2017).
Az új előírások jelentősen megváltoztatják a befektetési szolgáltatók kötelezettségeit, többek között a tájékozódási, valamint az eszközök jellemzőivel és költségeivel kapcsolatos ügyfél-tájékoztatási teendőkre vonatkozóan.
A befektetési tanácsadási, portfóliókezelési szerződések megkötése előtt a szolgáltatóknak, közvetítőknek nem csak az ügyfelek kockázati ismereteit kell azonosítaniuk és bemutatniuk a kínált termék addigi (hozam)teljesítményét, de „testreszabottan” ismertetniük kell annak ügyfélköltségeit is. A befektetési szolgáltatóknak szabályozott belső folyamataik révén már a termékfejlesztéskor gondoskodniuk kell arról, hogy a lakossági vagy intézményi ügyfélpiac igényeinek, kockázatainak, elérési csatornáinak megfelelő konstrukciókat alakítsanak ki. 2018-tól alaposan kell dokumentálni a befektetési tanácsadást és alkalmassági jelentésben kell indokolni, hogy miért azt a terméket ajánlja a befektetési szolgáltató.

## Ügyfélkategóriák
A bank befektetési szolgáltatási tevékenysége és a kiegészítő szolgáltatása keretében, a szerződéskötést megelőzően köteles minősíteni a szerződő felet a Bszt. alapján, így az alábbi három kategória valamelyikébe sorolja be:
- lakossági ügyfél,
- szakmai ügyfél,
- elfogadható partner.

A Bszt. tételesen meghatározza, hogy egy ügyfél milyen kritériumok megléte mellett tartozhat a fenti kategóriák valamelyikébe. A három ügyfélkategória esetében mások az intézmény kötelezettségei és eljárásai.

## Megfelelési és alkalmassági teszt
A befektetési vállalkozás a megbízás végrehajtása előtt a leendő ügyféltől nyilatkozatot kell kér,  mely a szóban forgó pénzügyi termékkel, annak kockázataival kapcsolatos  ismeret és gyakorlat feltárását célozza annak megítélése érdekében, hogy a befektetési vállalkozás valóban az ügyfél számára megfelelő ügylettel vagy pénzügyi eszközzel kapcsolatos szolgáltatást nyújtsa. Ez a megfelelési teszt.
Ha a nyújtott szolgáltatás befektetési tanácsadási vagy portfóliókezelés, akkor a szerződés megkötését megelőzően az intézmény
1. meggyőződik arról, hogy a leendő szerződő fél, illetve az ügyfél ismeretei és a szerződés vagy megbízás tárgyát képező pénzügyi eszközzel vagy ügylettel kapcsolatos gyakorlata, kockázatviselő képessége megfelelő-e ahhoz, hogy megalapozott befektetési döntést hozzon, és
2. a szerződésben foglaltak teljesítése érdekében szükséges mértékben feltárja a leendő szerződő fél, illetve az ügyfél jövedelmi helyzetét és befektetési céljait, annak érdekében, hogy a körülményeihez igazodó, veszteségviselési képességével összhangban álló, valamint a befektetési elvárásai megvalósítására alkalmas ügyletet vagy pénzügyi eszközt ajánljon. Az alkalmassági teszt során tehát az intézmény felméri az ügyfele kockázatviselési képességét, hajlandóságát és tudatosságát.

## Hatásai
A pénzügyi elemzés és kutatás tekintetében észszerű volt lecsökkenteni a felesleges, párhuzamos tevékenységeket, valamint hasznos volt a „rejtett” kutatási kiadások feltárása, amit gyakran a végső befektetők finanszíroztak. Azonban a MiFID II bevezetése óta az elemzések és az elemzésekre fordított kiadások jelentősen csökkentek. Ezzel párhuzamosan csökkent az elemzők száma is. Ahelyett, hogy működőképesebb, likvid európai tőkepiacot hoznának létre azért, hogy versenyezzen az amerikai tőkepiaccal és megszüntesse a jelenleg meglévő szakadékot, a MIFID II a közép- és a kisvállalkozások piacának vonzerejét drámaian csökkentette.

## Képesítés, vizsga
Az ügyfelek számára befektetési információt nyújtó és befektetési tanácsadást végző meghatározott szakmai készségek és kompetenciák birtokában kell lenniük tevékenységük végzéséhez. A 37/2017. számú MNB rendelet határozza meg részletesen a piaci szereplők munkatársainál elvárt szakmai képességekre és kompetenciákra vonatkozó jogszabályi elvárásokat. A befektetési szolgáltatóknak rendszeresen képezniük és felül kell vizsgálniuk a munkatársak szaktudását a szabályozás, a piac és a termékek változásai alapján – erre a cégen belül képzési programot is ki kell alakítani.
- MiFID II vizsga angol nyelven[3]
- Letölthető alkalmassági teszt (példa)[4]